# Мікробіологічні методи підвищення нафтовилучення
Мікробіологічні методи підвищення нафтовилучення (рос. микробиологические методы повышения нефтеизвлечения; англ. microbiological methods of enhanced oil recovery; нім. mikrobiologische Methoden f pl der Erhöhung der Erdölgewinnung) — методи діяння на нафтові поклади, суть яких полягає в активізації аеробних і анаеробних бактерій у привибійній зоні нагнітальних свердловин, за рахунок чого відбувається окиснення залишкової нафти з утворенням органічних кислот, спиртів, поверхнево-активних речовин, вугільної кислоти, з виділенням газів (метан та ін.). Це призводить до зменшення залишової нафтонасиченості в раніше промитій водою частині пласта, підвищення нафтовилучення.

## Загальний опис
Мікробіологічна дія — це технології, засновані на біологічних процесах, у яких використовуються мікробні об'єкти. Мікробіологічні методи є перспективною технологією для вилучення залишкової нафти, яку не вдається видобути іншими способами. Додатковий видобуток нафти за допомогою мікроорганізмів ґрунтується на цілеспрямованому використанні їх фізіолого-біохімічних особливостей.
До них відноситься здатність мікроорганізмів розвиватись в широкому діапазоні температур, тисків, солоності вод, в аеробних та анаеробних умовах, здатність використовувати для розвитку та життєдіяльності різноманітні джерела живлення та енергії: від H2, CO2 до нафти. Закачані в пласт мікроорганізми метаболізують вуглеводні нафти та виділяють корисні продукти життєдіяльності:
- спирти, розчинники та органічні та жирні кислоти, які призводять до зменшення в'язкості, зниження температури плинності нафти, а також видаляють парафіни та включення важкої нафти з пористих порід, збільшуючи їх проникність;
- біополімери, які розчиняючись у воді, підвищують її густину, полегшують вилучення нафти при використанні технології заводнення;
- біологічні поверхнево-активні речовини, які зменшують тертя «порода-флюїд»;
- гази (CH4, CO2, N2, H2), які збільшують тиск усередині пласта та допомагають протискувати нафту до стовбура свердловини.

Основні сфери застосування методу — це стимуляція свердловин, очищення свердловин від парафіну, зміна в'язкості флюїдів, модифікація важких нафт і бітумів у пласті, підвищення нафтовилучення з пластів.
Передбачувані механізми збільшення нафтовилучення базуються на властивостях мікробних метаболітів, під дією яких можуть змінюватися властивості порід, нафти та пластових вод. Так, гази сприяють набуханню нафти, зниженню її в'язкості та збільшенню пластового тиску. Органічні кислоти, здатні розчиняти кальцити, збільшують пористість та проникність порід. БіоПАР та жирні кислоти можуть знижувати міжфазний натяг на межі вода — нафта, можуть сприяти міцелоутворенню.
Ферменти мікроорганізмів викликають деструкцію важких нафт і бітумів та у поєднанні з біоПАР збільшують їх рухливість. Утворювані розчинники типу ацетону, метанолу, етанолу, бутанолу розріджують нафту. Біополімери здатні збільшувати в'язкість пластових вод, можуть закупорювати пори та тріщини.
У світовій практиці мікробіологічні методи отримали назву методу МЕОР (Microbial enhanced Oil Recovery — MEOR).
Мікробіологічні методи в даний час розвиваються у двох напрямках:
- введення в пласт бактеріальної продукції, отриманої на поверхні (мікроорганізми вирощують у ферментерах великої ємності), потім використовують або культуральну рідину, що містить потрібні метаболіти, або виділяють та отримують метаболіти в чистому вигляді;
- утворення нафтовитискаючих продуктів мікроорганізмами у пласті.

Виділення вказаних напрямків є досить умовним, тому що ряд мікроорганізмів можна використовувати для утворення нафтовитис-куючих агентів як у пласті, так і в ферментерах великої ємності на поверхні.
Що стосується мікроорганізмів, сконструйованих генно-інженерними методами, то використання їх на поверхні має переваги, оскільки в пласті неможливо або вкрай складно створити селективні умови, які запобігають втраті цінних ознак.
Розробляються такі технології мікробіологічного методу, засновані на утворенні метаболітів мікроорганізмами у пласті:
- у пласт вводиться культура мікроорганізмів або асоціація культур разом з поживним субстратом, зазвичай мелясою з солями азоту та фосфору або без солей;
- у пласт вводиться лише поживний субстрат типу меляси із солями азоту для активації аборигенної мікрофлори;
- у пласт вводиться аерований розчин солей азоту та фосфору для активації пластової мікрофлори, яка повинна існувати за рахунок окиснення пластової нафти;
- у пласт вводиться асоціація аеробних мікроорганізмів, здатних розвиватися у нафті, разом з розчином солей азоту і фосфору та каталізатором для забезпечення анаеробних умов пласта.

Перед застосуванням будь-якої технології необхідно ретельно вивчити геологічні та петрофізичні особливості родовища, історію його розробки, дослідити колекторські властивості порід, склад та властивості нафти, води, вивчити аборигенну мікрофлору.
Головна перевага мікробіологічних методів — мінімальні витра-ти, можливість отримання залишкової нафти, екологічна чистота.
Основні недоліки мікробіологічних методів збільшення нафтовилучення:
- значні обмеження можливостей розмноження мікроорганізмів в колекторі;
- необхідність видалення бактерій з нафти, через можливість проявів їх токсичності;
- небажаний вплив вуглеводнів на функції мікроорганізмів;
- нездатність штамів і видів бактерій синтезувати в необхідній кількості поверхнево-активні речовини і активні компоненти, що сприяють виходу нафти.

Тому у світових нафтовидобувних компаній знизилась зацікавленість методами МЕОР. Актуальною є проблема подальшого розвитку мікробіологічних способів нафтовилучення і перехід на більш перспективні й універсальні біотехнологічні способи.